# Сучасне Буджацьке козацтво (Задністрова Січ)
Сучасне Українське Буджацьке козацтво (Задністрова Січ) — патріотична, оборонно-спортивна громадська спілка козаків Буджаку (міжріччя Дунай-Дністер).
Мета діяльності сучасного Українського Буджацького козацтва (Задністрової Січі) — відродження народних традицій державотворення та побудови суспільства на принципах козацької ідеї-звичаю, свободи, соборності, демократії, правової захищеності та соціальної справедливості, сформування нового покоління, вихованого на патріотичних традиціях козацької держави.
…Історія вчить, що ефективне те, що утверджує своє. А своє у нас — козацтво — спосіб життя вільної людини, яка із зброєю в руках захищала Богом дані їй вольності й права, зокрема право на свободу…

## Поява козаків в Дунай-Дністровському межиріччі
Населення Дунай-Дністровського міжріччя (Буджак) має давні козацькі традиції. Перша значна хвиля переселенців-козаків опинилася тут після 1710 року — це були мазепинці. До сьогодення їх нащадки мешкають у Старій Царичанці. До речі, лише у цьому козацькому селі на фронтонах дахів — дерев'яні чотиригранні прикраси у формі пернача — символи отамано-полковничої влади (у цьому будинку мешкає козак!).
Після руйнації Запорозької Січі (1775 рік) козацька маса розійшлася по величезних земельних просторах, зокрема й по півдню України, забравши з собою ті вільні думки, проти яких Катериною II було влаштовано погром. Знищення основної організації українського козацтва, Наддніпрянської Січі, не завадило виникненню нових формувань такого типу.
Козаки розселилися в перші роки після виходу з Запоріжжя в Очаківській окрузі, на Березані, по Тилігулу, біля Хаджибею і Балти, у пониззі Дністра від Аккермана до Бендер, в Буджаку, в дунайських гирлах — у Вилковому, Кілії, біля Тульчи й Галаца.
Приймаючи до себе козаків, Османська імперія послаблювала позиції Росії на півдні. Козакам надавалася земля для заснування Січі в пониззі Дністра в Кучурганах, Аккерманському повіті, озброєння і коні. Але козацтво виявилося об'єктом політичної гри між Російською імперією і Османською імперією (імператорський уряд Росії вимагав повернення козаків), тому було вирішено переселяти козаків за Дунай.
За час русько-турецької війни 1787—1792 рр. задунайські запорожці створили свою військову організацію і закріпилися на певний час в гирлі Дунаю та розмістили свій Кіш в Дунавцях — в Катирлезі (Очаківська округа відійшла до Росії), а також в місцях нижче Старої Кілії на острові.
Протяжність південних кордонів Російської імперії була відома не тільки козацтву в Україні. Запорозькі козаки, що розходилися по великих південних просторах, зустрічались тут з представниками некрасівських і донських козаків.
Поступове переселення їх на Буджак почалося ще з 1709 року (після поразки повстання донських козаків під проводом К.Булавина), а далі один з повсталих отаманів — Г.Некраса привів своїх козаків із сім'ями з Кубані. Переселення мало два потоки: один йшов в Анатолію, другий — в Дунайську дельту. З'явились некрасівці і в пониззі Дністра. Тікали за Дунай і донські козаки. Частина їх лишилася в Буджаку після російсько-турецької війни 1768—1774 рр. Сучасні поселення некрасівців — Вилкове (стара назва — Липованське), Приморське (стара назва Жебріяни) Кілійського району Одеської області, Кислиця, Муравлівка, Стара та Нова Некрасівки Ізмаїльського району Одеської області, Тучков (район міста Ізмаїл; у XIX ст. — один з головних центрів старообрядництва в Європі).

## Друга хвиля заселення Буджака козаками
В середині серпня 1787 року розпочалася друга за правління Катерини II війна з Османською імперією. Османська імперія прагнула повернути Крим, приєднаний до Росії у 1783 р. Російська імперія, з свого боку, мала на меті утвердитися в Північному Причорномор'ї і розширити свої володіння в цьому районі і на Південному Кавказі.
З початком війни російське командування відчуло гостру потребу у збільшенні свого військового контингенту, особливо за рахунок бійців, що добре знали театр воєнних дій і противника та бойові якості яких були загальновідомі. Тому уряд змушений був звернутися до колишніх запорожців, які лишилися в Україні. Восени на базі утвореного у 1783 р. полку запорозьких козаків (один з заходів російського уряду, спрямованих на повернення задунайських козаків до Росії) почалося формування козацького війська. Указом від 22 січня 1788 р. воно одержало назву Війська вірних козаків, у противагу «невірним» задунайським запорожцям. Очолили його колишні запорозькі старшини. Кошовим було призначено Сидора Білого, суддею Антона Головатого, кіннотою командував Захар Чепіга.
Незабаром за героїзм і мужність, виявлені у боях в Причорномор'ї, в тому ж 1788 р. воно було перейменовано в Чорноморське козацьке військо.
Ще в ході війни, в 1790 р., Кіш Чорноморського козацького війська розділив територію між Бугом і Дністром, яку заселяли козаки, на три полкових паланки (окружні управління) — Подністрянську, Березанську, Кінбургську (тепер Одеська, Миколаївська та Херсонська області). Вони очолювалися призначеними Кошем старшинами і паланковими полковниками. Кожна паланка включала в себе декілька козацьких поселень.
На території, яку займала Подністрянська паланка, виникли поселення чорноморців по Дністру: Біляївка, Калаглія, Кучурган, Глинна, Чобручи, Незавертай, Аджидер, Яська та багато інших. За далеко не повними даними, на 1792 р. у Подністрянській паланці існувало 30 селищ, в яких проживало близько 1500 козацьких родин. Крім того, виникло багато хуторів і поселень при риболовецьких заводах, по річках та лиманах.

## Формування козацького війська
Центром Чорноморського козацького краю і Подністрянської паланки стала Слободзея, де проживало 130 козацьких родин. Тут знаходилася військова резиденція. На початку XIX ст. відносини між Російською імперією та Османською імперією настільки загострились, що привели до війни 1806—1812 рр. В листопаді-грудні 1806 р. російські війська оволоділи Бессарабією, за виключенням Ізмаїла. Вихід в цей район поставив перед російським командуванням питання про взаємовідносини з біглим сюди українським і російським населенням і задунайськими запорожцями. Зокрема, у фортеці Браїлів, що була оточена російськими військами, знаходилося до трьох тисяч дунайців. Генерал-лейтенант О. Ф. Ланжерон, який командував корпусом на Дунаї, писав в січні 1807 р., що задунайські козаки можуть «наносити шкоду більш, ніж турки і татари». Тому російське командування вжило низку заходів, щоб залучити задунайських запорожців на свій бік, обіцяючи їм всі пільги, якими користуються чорноморці на Кубані. Все це мало певний ефект. Збігле населення було зацікавлене в легалізації свого положення, а задунайські запорожці опинилися в районі дій російської армії.
Враховуючи успіхи у формуванні волонтерського полку з задунайських запорожців і збіглого українського населення, було вирішено створити на Дунаї козацьке військо, давши йому найменування Усть-Дунайського.
20 лютого 1807 р. Усть-Дунайське Буджацьке козацьке військо було офіційно затверджено указом Олександра І.
Уряд, зацікавлений у швидкому заселенні ново приєднаної Бессарабії, дозволив усть-дунайцям селитися в Придунайських степах на правах колоністів. Протягом 1815—1817 років у Бессарабію з-за Дунаю вийшло кілька груп козаків, які разом з усть-дунайцями оселилися в Ізмаїльському повіті, заснувавши в 1818 р. с. Дракуля (тепер с. Трудове Кілійського району Одеської області). Незабаром тут нараховувалося вже 45 козацьких родин. В 1820 р. друга група усть-дунайських козаків і задунайських запорожців, незважаючи на опір земської поліції, в кількості 38 родин оселилася в Аккерманському повіті, заснувавши с. Акмангит (тепер с.Білолісся Татарбунарського району Одеської області). Частину задунайців у 1823 р. переселили в Ізмаїльську колоністську округу, де засновано с. Новопокровське (тепер с.Нова Покровка Ізмаїльського району Одеської області).
У зв'язку із збільшенням населення в Акмангиті частина задунайських запорожців і усть-дунайських козаків перейшла на нове місце в Аккерманському повіті, де в 1827 р. заснувала с.Старокозаче (тепер в Білгород-Дністровському районі Одеської області).
Створення на Дунаї Нової січі, як про це пішли чутки Україною, викликало серед селянства надії на відродження козацтва. Це призвело до значних втеч населення до Дунайської Січі, що прискорило ліквідацію війська.
Після ліквідації Усть-Дунайського козацького війська переважна більшість козаків лишилась в Бессарабії. Усть-дунайці та задунайські запорожці, які переселювалися до них, протягом 20-х рр. неодноразово зверталися до державних установ з домаганням створення в краї козацького війська, з центром в с. Акмангит.
Російсько-турецька війна, яка розпочалася в 1828 р., пожвавила клопотання козаків. Ці прагнення збіглися з намаганням командування збільшити військовий контингент Дунайської армії. В червні 1828 р. уряд дозволив сформувати в Аккерманському повіті Бессарабії козацьке військо, яке одержало назву Дунайського (з 1856 р. Новоросійське; проіснувало до 1869 р.), з усть-дунайців, задунайських запорожців, що оселилися в Бессарабії до 1828 р.
До війська були зараховані села Аккерманського повіту Акмангит (Білолісся), Старокозаче і Волонтирівка (тепер у районі Штефан-Воде Молдови).
В 1836 р. до війська були приєднані села Михайлівка, Костянтинівка, Новотроїцьке, Миколаївка, засновані відставними солдатами, та село Петрівка, в якому мешкали селяни-переселенці з Курської губернії (тепер в Білгород-Дністровському, Кілійському, Саратському районах Одеської області). Через три роки були приєднані заселені ромами села Фараонівка та Каїри (останнє — с. Крива Балка; обидва в Саратському районі Одеської області).
За Паризьким миром 1856 р. частина козацької території з станицями Миколаївка та Новотроїцька відійшла до Молдавського князівства. Замість цих земель війську було дозволено придбати у поміщика К.Зіро селище Байрамча, незабаром перейменоване в Миколаївку-Новоросійську.
Центр управління війська розміщувався в станиці Волонтирівка. Однак в зв'язку з тим, що в цій станиці не було необхідних помешкань, військове правління до 1856 р. знаходилось в Аккермані (нащадки козаків живуть в місті й дотепер). Після придбання військом Миколаївки-Новоросійської воно переїхало в цю станицю. В середині 60-х рр. там знаходились майже всі головні військові установи: шпиталь, головний військовий храм св. Миколи Чудотворця, поштова станція та училище.
Дунайське військо мало нести прикордонну службу на Дунаї, Пруті та по Чорноморському узбережжю до Дніпра, внутрішню службу в Бессарабській та Херсонській губерніях, утримувати гарнізони в Ізмаїлі та Аккермані. Притягувалися вони для виконання й інших завдань.
В 1856 р., 11 липня, у зв'язку з відторгненням від Росії за Паризьким миром дунайської частини Бессарабії, військо було перейменовано в Новоросійське. З цього часу воно несло кордонну службу на лінії Болград-Татарбунари і далі по Чорноморському узбережжю. Козацькі гарнізони з'явилися в Руській Іванівці, Удобному, Козацькому, Турлаках, Папушойях (Переможному) Білгород-Дністровського району Одеської області.
У грудні 1868 р. в зв'язку з загальною реформою козацьких військ Новоросійське козацьке військо оголошувалося ліквідованим. Це було останнє козацьке військо на терені сучасної України.

## Період після ліквідації Січі

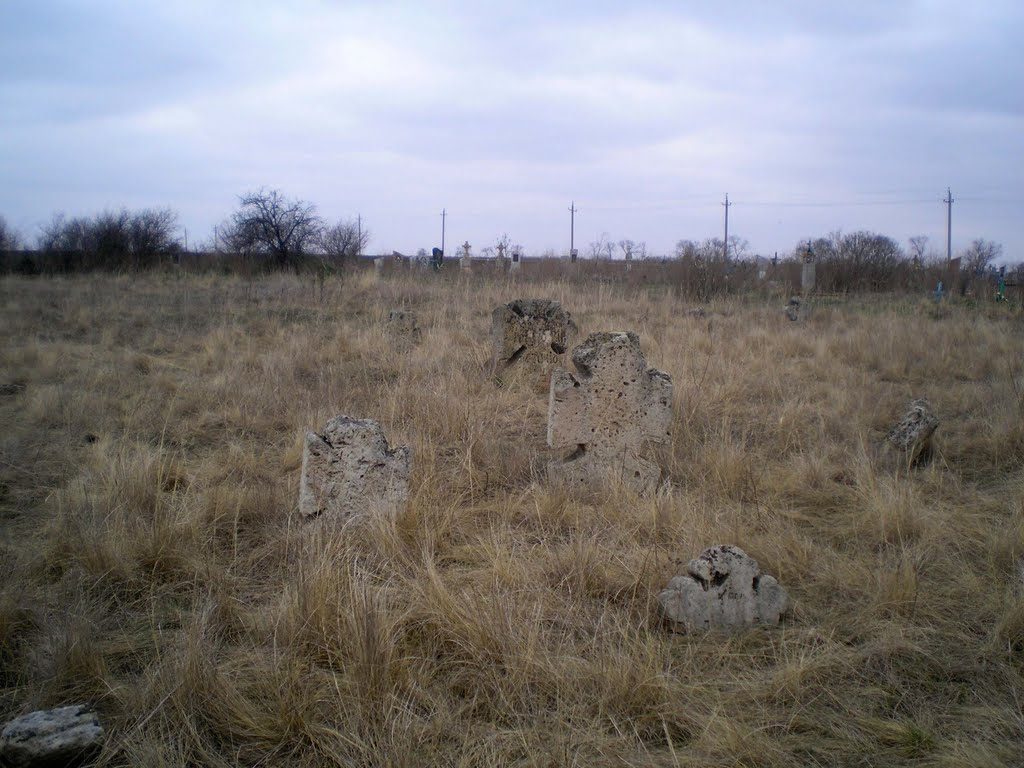
Козацький цвинтар в селі Вишневе, Татарбунарський район

Мужність і хоробрість, патріотизм, любов до волі й батьківщини, демократизм, взаємодопомогу, високі моральні цінності лишило козацтво в спадщину українському народу. Не випадково в огляді Одеської військової округи за 1871 р. підкреслювалося, що в українцях «й досі добре зберігається пам'ять про вільне козацтво», а задунайський запорожець Ананій Коломієць, закінчуючи розповідати Федору Вовку про Задунайську Січ, висловив невмирущі, сповнені глибокої віри в козацтво і його спадкоємців, слова: «А за нас… то наше не пропаде… Досі не пропало, то вже й не пропаде!.. Нашого насіння ніхто не скоренить!»
Наприкінці XIX століття, при проведенні перепису населення Російської імперії, близько 70 % мешканців Аккерманського повіту вважали себе козаками, або вихідцями з козаків…

## Відродження в періодУкраїнської революції
В умовах незалежної України 1917 року знову, в новій якості, відродилося козацтво. Воно відігравало важливу роль в політичному і культурному житті краю, намагалося розбудувати Буджацьку козацьку республіку у складі Української суверенної держави, головною військовою силою якої повинно було стало загони некрасівців, селянське ополчення «вільних козаків», січових стрільців, українських козацьких дивізій сірожупанників, синьожупанників…
До літа 1918 року в Буджаку діяли загони селянської армії Махна, Чорноморське повстанське козацьке військо (загони отаманів C.Заболотного, Дерев'яги, Я.Кощового, Солтиса, Боровського, Кіршула, Карого, Коваленки, Стратіївського, Солоненка, І.Деркача, Бондаренка, Шевченка), Одеського українського військового Коша (отаман — І.Луценко), Гайдамацькі куріні (отаман — О.Сахно-Устимович), Союзу української молоді (Одеська Січ), Татарбунарська козацька сотня (згодом 1-й революційний Аккерманський кавалерійський загін); відбулися Бендерське, Хотинське, Татарбунарське повстання. Є свідчення, що за часів румунсько-боярської та німецько-фашистської окупації (1918—1944) в Буджаку діяли підпільні міські, селянські та козацькі організації.

## Сучасна історія Буджацького козацтва
Дуже важливим, з огляду на комплекс складних сучасних проблем, залишаються роль і місце козацтва у соціальному, економічному та політичному житті сучасного Буджаку.
У післявоєнний період до початку 70-х років в Буджаку існували численні мистецько-культурні нелегальні, напівлегальні та легальні гурти, які дали початок осередкам Задністрового Вільного козацтва, що із 1973 року діяло на теренах Буджаку…
Сучасне козацтво Буджаку пройшло в своєму розвитку ряд етапів.

### «Вільнокозацький» етап (1973—1987)
В 1970-ті роки мистецько-культурні нелегальні, напівлегальні та легальні козацькі гурти «Вусачі», «Гасанці», «Покровці» та ін. трансформуються в мережу неструктурованих та слабоструктурованих осередків: нащадки мазепинців та запорожців — м. Білгород-Дністровський (М.Русін, М.Бевз), Білгород-Дністровський район — Старокозаче (О.Кочубинський), Петрівка (В.Негода), Переможне-Папушойя (В.Сергєєв), Турлаки (С.Федоров), Стара Царичанка (Г.Городецький), Нова Царичанка (С.Стеценко); нащадки запорожців та некрасівців — Кілійський район — Кілія (Л.Суворов, І.Малий), Вилкове (Л.Соколов, М.Маковецький), Мирне (В.Казаков), Трудове (Ф.Задорожний), Шевченкове (Х.Юрченко), Приморське (В.Мішков); нащадки некрасівців та запорожців — м. Ізмаїл (В.Корнєв, І.Лісовий), Ізмаїльський район — Стара Некрасівка (В.Селезньов), Муравльовка (Д.Макаров, Я.Тимофєєв), Першотравневе (П.Волощук), програми діяльності яких не мають чіткого ідеологічного спрямування, зосереджуючись на мистецькому та військово-спортивному напрямку й лише некрасівці ще й на духовному (старовірство).
Після 1983 року виникає організована мережа козацьких осередків Українського Задністрового Вільного козацтва, що пов'язано із «перебудовою» та налагодженням контактів із зарубіжними козацькими організаціями Європи та Америки, зокрема із Українським вільним козацтвом, козацьким земляцтвом Болгарії, нащадками козаків з Румунії, Молдови і Гагаузії. Мережа ця не мала єдиного координаційного центру. Ініціаторами створення осередків виступали родові старійшини та козацька молодь.
Виявилися проблеми становлення Українського козацтва в Буджаку, які були пов'язані з розмитістю дійсних пріоритетів козацького відродження, руйнацією родових козацьких зв'язків та втратою традиційного середовища. Попри це, місцеві козаки зробили достойний вклад у справу реального втілення козацької ідеї в суспільстві.

### «Розбудовний» етап (1988—1991)
Зацікавлення своїм минулим та генетична пам'ять поряд з активізацією політичного життя покликали до виникнення декількох — міської, районної, сільської, обласної громадських організацій козацького спрямування.

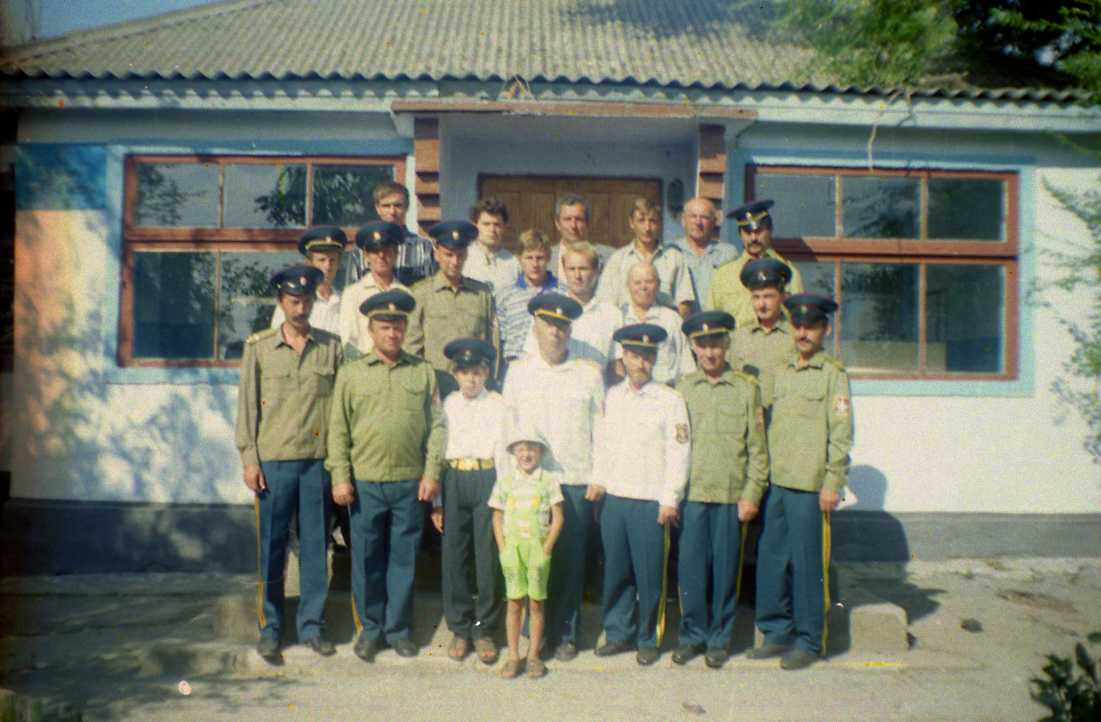
Особовий склад Адамівського Осередку Козацтва.

Створюються неформальні легальні козацькі гурти в Адамівці — осередок Задністрового козацтва (Адамівський Осередок Козацтва) (В.Тимофєєв, В.Гуцан, В.Гончаров, Д.Завацький, А.Редько), в місті Білгороді-Дністровському — Буджацький осередок — Буджацька Січ (І.Деордиця, Б.Устименко, Д.Георгієш, В.Мисюк, О.Зуєв) та Задністровий осередок (А.Токарєв, М.Слєпухін, Ю.Корнєв, В.Кучер), в Білгород-Дністровському районі — Задністрова паланка (Л.Городецький, Є.Костецький, П.Білоусенко, А.Берлізов, Г.Марин, Д.Серцевич, Ф.Панаїт, Ю.Денисів); козаки-задністровці беруть участь у святкуванні 500-річчя Запорозького козацтва, Дня козаків Півдня Бессарабії; видається рукописний регіональний «Козацький вісник» (В.Тимофєєв), який розмножувався під копірку.

### «Перехідний» етап (1992—1995)
Створюються неформальні та формальні козацькі громадські організації, активізується їх діяльність — Буджацьке Січове козацьке військо (І.Деордиця, кн. В.Долгорукий-Аргутинський, Б.Устименко, Д.Георгієш, М.Вітряк, В.Бойчев, О.Зуєв, В.Мисюк, О.Черв'як, В.Воробйов, СМ.Скляренко, Г.Мельниченко), Білгород-Дністровська паланка (Л.Городецький, Є.Костецький, П.Білоусенко, А.Берлізов, Г.Марін, Д.Серцевич, Ф.Панаїт, Ю.Денисів, П.Смаглій, В.Тимофєєв, В.Гуцан, І.Гамар, Л.Гречко, Д.Завацький, Є.Хоменко, І.Хоменко, А.Майстро, В.Якименко, Г.Римський), Задністрове земляцтво Всесвітньої спілки козаків (М.Слєпухін, Ю.Корнєв, А.Токарєв, Ю.Ломовцев, В.Кучер, Г.Антонов, О.Некрасов, С.Пронін, Г.Глущенко, Є.Дмитренко, Ю.Харчук), Адамівський Осередок Козацтва — Адамівський курінь Задністрового козацтва — добровільна козацька дружина з охорони громадського порядку (В.Тимофєєв, А.Редько, В.Гончаров, В.Гуцан, Д.Завацький, М.Маринеску, А.Кульчицький, Ю.Ніколайчук, В.Рибальченко, О.Чеботюк, В.Тимофєєв-молодший, Р.Куліков, О.Козаченко, І.Одорожа, В.Білоус, Ф.Козубенко, В.Козубенко, Ю.Лавриненко, С.Подолько, В.Деревенча, Д.Лазуренко, Ф.Макаренко, С.Макаренко, С.Редько, О.Харченко, І.Гамар, А.Антонюк, І.Даниленко), що за основу роботи обрав Чотирнадцятирік (Козацький звичаєвий кодекс, який ґрунтується на заповідях некрасівців, мазепинців і запорожців) та Кодекс буття Українського козацтва; починається робота із вивчення козацької виховної спадщини в Білгород-Дністровському училищі Південноукраїнського державного педагогічного університету (В.Юрченко, В.Лобанова, О.Виштак, І.Головань); видаються три частини збірки «Козацтво» (В.Тимофєєв), що слугувала козакам Буджаку за довідник. Газету «Козацький вісник» розмножували у копір-центрі «Ксерокс» "СП «Петрекс».

### «Реєстровий» етап (1996—1999)

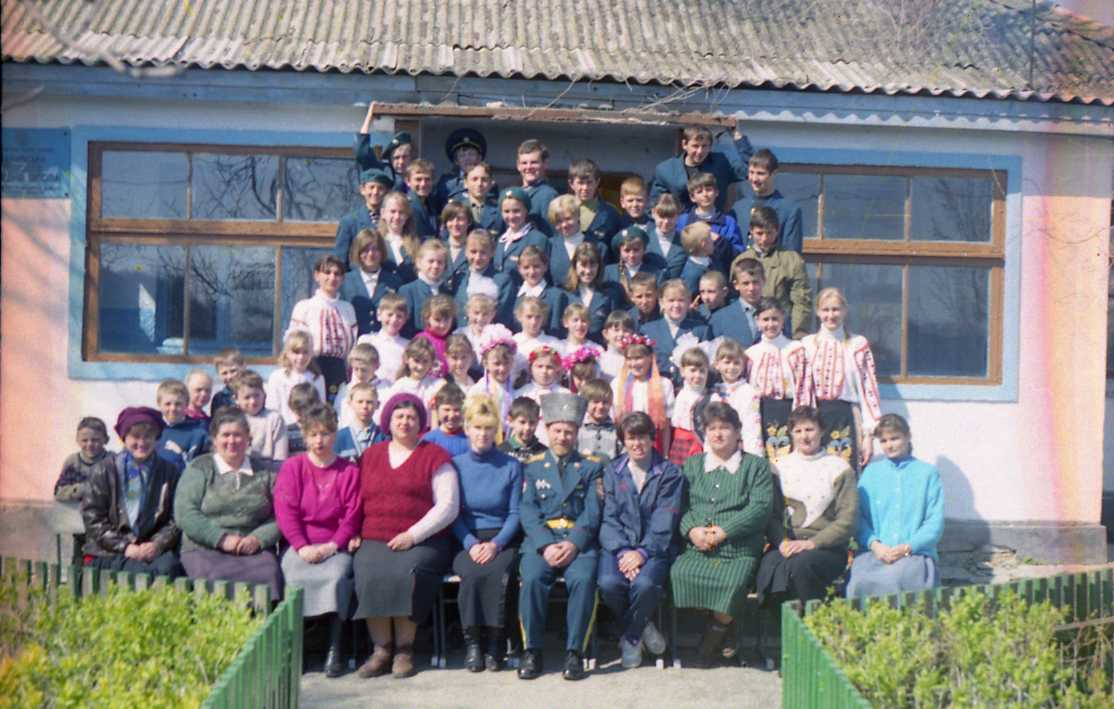
Колектив Адамівської школи козацько-лицарського виховання.

Проходить державна реєстрація козацьких громад та козацьких дружин — Адамівська козацька добровільна народна дружина, створюються нові козацькі організації — Білгород-Дністровське міжрайонне козацьке товариство пасічників, згодом — Білгород-Дністровське міжрайонне паланкове козацьке товариство (Л.Городецький, А.Берлізов, В.Тимофєєв, П.Білоусенко, І.Денисів, І.Тищенко, Ф.Панаїт, А.Миряков, М.Савчин, Я.Арезда, Г.Марин, Д.Серцевич, Ю.Денисів, М.Скляренко, М.Дейна, І.Лісіцин, В.Тимофєєв-молодший, В.Гуцан, Л.Гречко, Д.Завацький, І.Гамар, А.Майстро, В.Якименко), Білгород-Дністровський міський козацький Кіш (М.Скляренко, О.Царенков, В.Гавриленко, О.Мица, С.Горлачов, В.Бойчев, Б.Устименко, М.Дейна, В.Воробйов, О.Черв'як, В.Павлюк, М.Скиба, В.Кулинський, І.Оленєв, Б.Вітряк), Саратське районне козацьке товариство (С.Іванов), Ізмаїльський міський курінь «Наливайко» (А.Гриченко), Татарбунарське районне козацьке товариство (О.Гусаренко); залучаються козаки до співпраці із владою; створюється козацький духовий оркестр (С.Радченко); створюються школи козацько-лицарського виховання та джурові осередки в школах — Долинівська Січ (Т.Тома, М.Долгошеєнко, Т.Молчанова), Старокозацька та Молозька Січі (І.Лісіцин), Миколаївсько-Новоросійська Січ (В.Фоменчук, Г.Настаченко), Адамівська школа козацько-лицарського виховання (Адамівська Січ) (В.Тимофєєв, П.Лавриненко, В.Гриценко, С.Тимофєєва-молодша, В.Вронська, Н.Галицька, К.Граждан, Р.Буравицька, І.Корженко), Випаснянська № 1 Січ (В.Гавриленко); видається регіональна газета «Козак» (В.Тимофєєв) із додатками «Козача», «Леля», «Джура», «Дана», «Молодик», «Берегиня».

### «Установчий» етап (2000—2005)

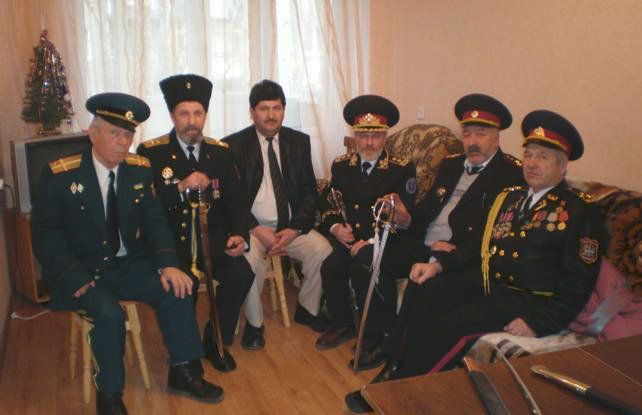
Засновники Задністрової Січі.

Створюються міська та районна Координаційні ради з питань розвитку козацтва при голові райдержадміністрації (П.Ігумнов) та міському голові; затверджуються районні та міські заходи із розвитку козацтва (2002—2005); створюються джурові осередки в школах — Турлацька Січ (Т.Тодорова, В.Чумаченко, Л.Коваленко), Вигінська Січ (В.Біленко, О.Вдовиченко, А.Берлізов, М.Поліщук); до співпраці із козацтвом залучаються хор української народної пісні «Мрія» (І.Зорило), ансамбль української народної музики «Веселка» (М. та В.Нікіруй), ансамбль української народної музики «Гроно» та гурт «Русичі» (Б.Нікіруй), народна хорова капела — пошуково-дослідницький фольклористичний гурт «Алкалія» (В.Вареник); створюються нові козацькі організації — Осередок молодих козаків, 1-й Окружний полк ім. П.Орлика (О.Царенков, М.Врублевський, В.Воробйов, В.Єремєєв, П.Лабунець, І.Мамонтов, С.Ковалів, М.Скиба), Окремий курінь ім. С.Білого (П.Городниченко, Ю.Сокорєв, О.Сокорєв), курінь Війська Запорозького (М.Возний, В.Жуковський, В.Лесін), Монашівська сотня (В.Ткаченко, В.Парпалак), Білгород-Дністровський районний осередок ЧКВ (В.Білоус, О.Яровой), Болградське районне козацьке товариство (В.Копитін), Арцизське козацьке товариство (І.Павлов), Кілійське районне козацьке товариство (О.Бойченко), Кілійське районне козацьке товариство УРК (М.Сокольников), Кілійський районний осередок Соборного козацтва України (А.Палій), Ізмаїльський районний осередок Придунайсько-Ізмаїльського козацького товариства (Ю.Закіров), Ізмаїльське районне козацьке товариство (С.Желязков), Ізмаїльський міський козацький клуб школярів, Придунайська Січ (М.Деревенча), Ізмаїльська паланка козацтва Запорозького (М.Підіпригора, В.Ромащук), Бессарабський полк УРК (В.Поправко), КЮМІР «Шквал» (В.Тимофєєв), Задністрова Січ (В.Тимофєєв, В.Смаковський, В.Лукашевський, М.Дейна, О.Царенков, В.Єремєєв, Б.Устименко, В.Тимофєєв-молодший, І.Лелеченко, О.Черв'як, В.Павлюк, Ю.Щербина, А.Кривенко, М.Скибенко), Жіноча громада (Л.Горлачова, Ю.Шинкаренко), військово-спортивний клуб «Патріот» (В.Гавриленко), клуб «Козачка» (Л.Васелінга), районна «Молода Січ»; створюються козацькі духовні громади — Свято-Рівноапостольського-Кн-Володимира-Білгород-Дністровська, Свято-Покровська-Білгород-Дністровська, Свято-Казанська-Адамівська (всі — о. Микола); Берегині-майстрині створюють козацькі прапори — Білгород-Дністровської паланки (Л.Саранді), Адамівської Січі (М.Худа), Задністрової Січі (Г.Лукашевська), 1-го Білгород-Дністровського полку (Л.Саранді); буджацькі козаки беруть участь у Помаранчевій революції; видаються газети «Річ про Адамівську Січ», «Річ про Буджацьку Січ» (В.Тимофєєв); друкуються дванадцятитомник (21 книга) «Архіви козаччини Задністров'я» (С.Тимофєєва-молодша, В.Тимофєєв).

### «Програмний» етап (2006—2010)
Затверджуються районні програми розвитку Українського козацтва на 2008—2010 роки та Патріотичного гарту молоді на 2010—2012 роки; створюються районна Рада керівників громадських організацій козацького спрямування (В.Тимофєєв) та районна Координаційна рада з підтримки розвитку Українського козацтва (П.Ігумнов); за Буджацьким козацтвом закріплюється священник Святопокровського храму на Переможному (о. Андрій); реалізуються проекти «Козак-лідер-2007» та «Козацька громадська Рада-2010»; святкується 20-тиріччя Задністрової Січі; проводяться виїзди делегацій козаків на Ради в Київ, Конотоп, Тернопіль, Єнакієве, на Хортицю; створюються Шабівський (О.Росомаха, М.Скибенко, Г.Хохлачов), Гагаузський (С.Крістіогло), Затоцький (Б.Шевчук), Придністровський (І.Ніколаєв), Переможненський (В.Шефер) та Адміністративний (В.Каланжов) курені, районна громада Берегинь (С.Петрівно); створюються джурові та данові осередки — Випаснянська № 2 Січ (А.Кривенко), Салганська Січ (О.Тиханська), Великомар'янівська Січ (М.Чороба); відновлюється діяльність джурових та данових осередків — Вигінська Січ (О.Вдовиченко), Старокозацька Січ (Ю.Щербина); створюються нові осередки — Баштанівська Січ (О.Мамчур), Михайлівська Січ (М.Шевченко), Ізмаїльська районна організація УКВ, Ізмаїльське об'єднання громадян «Козацький спадок»; працюють у Малій Академії наук (МАН) педагоги-керівники учнівських проектів з історії та сучасного стану Українського козацтва: А.Рубанович (Сергіївська школа, учень — В.Козак), А.Галинська (Білгород-Дністровська № 4 школа, учень — В.Соловенко), Ю.Федьків (Білгород-Дністровський районний ліцей «Пріоритет», учень — Н.Пак), В.Корінь (Білгород-Дністровська № 11 школа, учень — М.Базиленко) та ін.; створюються гурт «Отаман та Берегиня» (В.Тимофєєв), ансамбль «Кредо» (Л.Царевська); створюється видавництво «СПД СП», (згодом «Отаман», «Гетьман»); видаються газети «Річ про Січ», «Козацтво Задністров'я», «Козак Задністров'я»-«Січ», «Козак Задністров'я» (В.Тимофєєв); друкується дев'ятитомник «Сучасне козацтво Південноукраїнського Задністров'я» (В.Тимофєєв); створюються перші Інтернет-сайти козаків Задністров'я.

### «Передмайданний» етап (2010—2013)

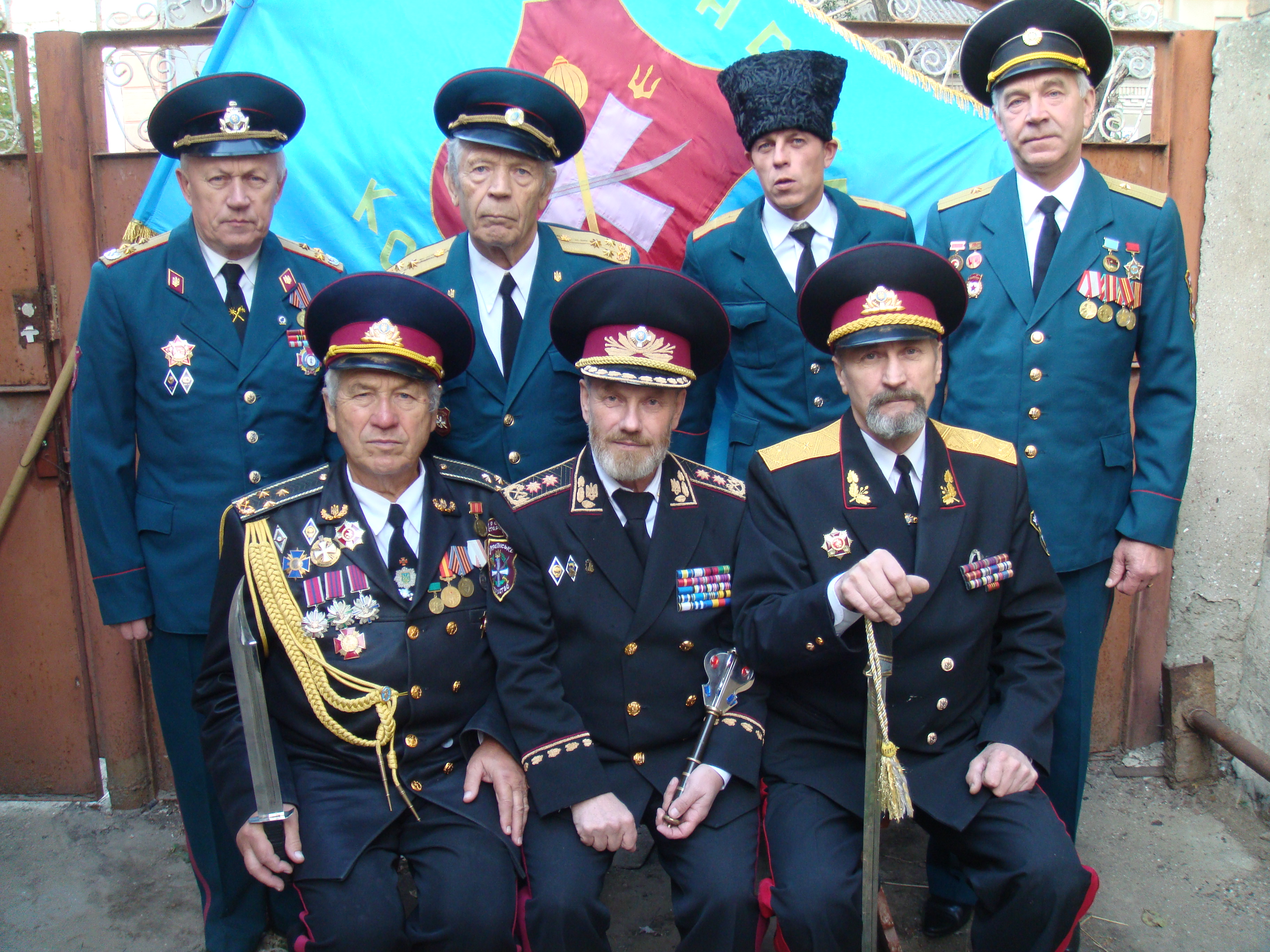
Засновники Буджацького козацтва.

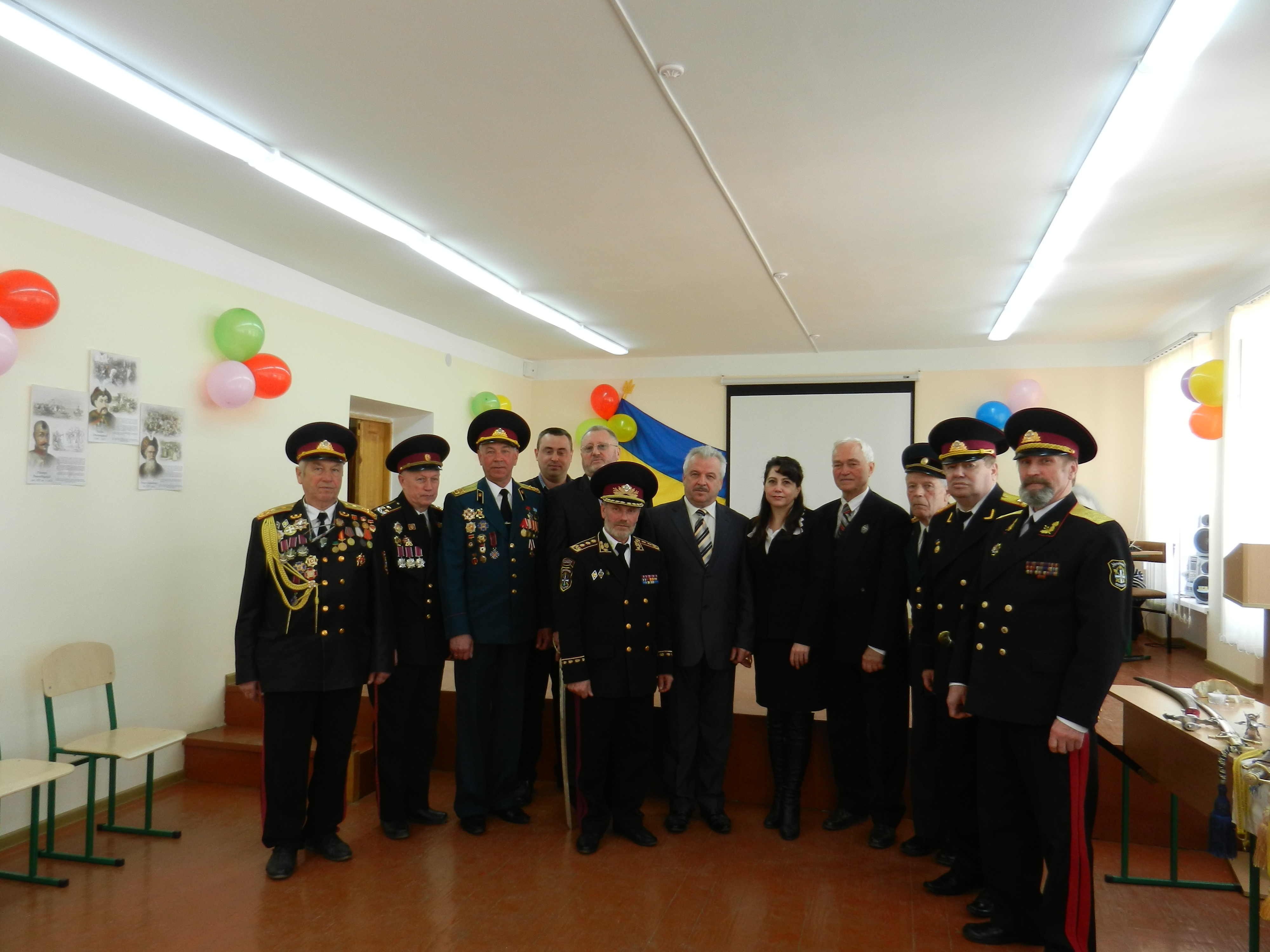
Старшина Буджацького козацтва.

В жовтні 2010 року козацькі організації об'єдналися в Асоціацію козацьких товариств Буджаку (АКТ) — Українське Буджацьке козацтво (УБК). Отаманом-координатором було обрано В.Тимофєєва. До Ради Старшини (згодом Ради Отаманів) увійшли 12 (згодом більше) козаків; обрана Рада Старійшин; затверджена Концепція Програми розвитку УБК, проведено заходи з покращання матеріальної бази АКТ Буджаку, налагоджується взаємодія із священниками храмів Святої Покрови району (храмів козацьких станиць). Затверджуються регіональні програми розвитку Українського козацтва на 2011—2015 роки, Патріотичного виховання дітей та молоді на засадах козацького лицарства «Патріот» на 2013—2015 роки; оновлюється регіональна Рада керівників громадських організацій козацького спрямування (С.Петренко); створюються Ренійське козацьке товариство (В.Рені), Тарутинське козацьке товариство (К.Тарута), Бритівська Січ (В.Савчук, О.Данилюк, В.Ковпак, К.Волкова), Переможненська Січ (Т.Римська), Петрівська Січ (Л.Васелінга), Школа Старшини (Отаманів) УБК (О.Соколов), Навчально-методичний центр УБК (А.Правець), Характерницький (В.Коренев), Чорноморський навчально-оздоровчий (О.Ступак), Каролінобугазський (М.Завойчинський), Випасненський (В.Молчанов), Депутатський (С.Кравченко) курені, Татарбунарська районна організація УКВ, Білоліська Січ, Михайлівський (Саратський) окремий козацький полк, Болградське районне товариство УВК, Вилковське міське козацьке товариство УРК, Ізмаїльський окремий козацький полк, Асоціація навчально-виховних закладів УБК, готуються документи щодо створення козацького училища, працює Колегія радників отамана УБК, Штаб УБК, Суд Честі УБК, Науково-методична рада УБК, Добровільна дружина УБК.

### «Сучасний» етап (2013— т.ч.)
Буджацькі козаки беруть участь у подіях Євромайдану (Революції Гідності), захищають Батьківщину на сході України (АТО); починають формувати архівний фонд документів козацьких організацій Буджаку (у складі Об'єднаного архівного фонду Р-8243 «Козацькі товариства Одещини» Держархіву Одеської області Нац. архівного фонду України), беруть участь у роботі Науково-методичної ради Науково-дослідного інституту козацтва Інституту історії України НАН України (Т.Чухліб), Ради Старійшин та Ради Засновників Організацій Українського Козацтва (В.Литвин, І.Козар), Ради Козацьких Отаманів України (А.Грива), Центру патріотичного виховання (Ю.Мельничук), Всеукраїнських та міжнародних конференціях з питань козацької педагогіки (Ю.Руденко, Ю.Мельничук), комунальної установи «Білгород-Дністровський міський центр соціального обслуговування» (З.Пащенко), зустрічах з козаками зарубіжжя (Болгарія-Софія, Туреччина-Стамбул, Румунія-Тулча, Молдова-Комрат, Придністров'я-Рибниця, Старовірство-Липованія-Муравлянка), в проведенні шкільних, районних, обласних етапів козацьких ігор — «Козацькі забави», «Козацькі розваги», «Козацький гарт», «Козацькі звитяги», «Сокіл — Джура», Великих козацьких рад — в Києві, Львові, Тернополі, Харкові, Миколаєві, Чернігові, Черкасах, в акціях ГЖО «Червона калина» щодо Калинового гаю; до козацтва висвячуються творчий колектив «Днестр» та знані в Буджаку люди — В.Чорнолуцький, С. Б. Кравченко, В.Орлова, Д.Корчагіна, С.Петренко, Д.Чолак, Є.Пітюков, В.Молчанов, А.Токаренко, Б.Бойко, Г.Золотар (Добрєва), Б.Деренжі, С.Батін, А.Чередніченко, О.Полещук, С.Короленко, А.Царук, М.Салій, С.Майстро, О.Садовський, Л.Попова, Т.Римська, В.Савчук, Т.Браткевич, Н.Фоменко, М.Адиров, Г.Трегубенко, А.Трегубенко, Г.Клоченко, С.Макаренко, В.Ковпак, К.Волкова, А.Кожухаренко, Л.Гусько, С. В. Кравченко, О.Шевчук, Л.Чекмарева, І.Параденко, К.Ткаченко, Г.Агафонова, А.Павленко, С. М. Кравченко, А.Задорожний, О.Ростіков, Т.Демченко-Козланюк, Г.Руссу, Ю.Леванюк, І.Кутова, О.Кобзар, А.Кольцов, С.Козубенко, Ю.Кутовой, Л.Муржа-Ромащук, Л.Гейченко, І.Цуркан, Г.Холостенко, В.Гловацька, Г.Архипенко, Т.Кузаконь, З.Пащенко, Г.Андронік, П.Антонов, В.Парамей, В.Мартинюк, В.Малінська, С.Ільченко та ін.; друкуються багатотомники «Архіви козаччини Буджаку», «Архіви козаччини Одещини», енциклопедія сучасного козацького руху «Лицарі України» (С.Ушанова, В.Тимофєєв), конволют «Час виховувати лицарів» (В.Тимофєєв, С.Ушанова), створюються нові Інтернет-сайти Буджацького козацтва, що висвітлюють діяльність організацій Буджацького козацтва в ХХІ столітті; продовжується видання козацького часопису «Річ про Буджацьку Січ» (В.Тимофєєв), інших книг та публікацій про Українське Буджацьке Козацтво, затверджується програма розвитку українського козацтва на 2016—2020 роки та ін.

## Сучасне Буджацьке козацтво
Сучасне Буджацьке козацтво — патріотична, оборонно-спортивна громадська спілка козаків Буджаку (міжріччя Дунай-Дністер). Центр міститься у Білгороді-Дністровському, отаман-координатор — В.Тимофєєв. Склад Ради Старійшин: М.Маринеску, Б.Устименко, Г.Клоченко, В.Воробйов, П.Антонов. Склад Ради Отаманів (Старшини): В.Лукашевський, Г.Трегубенко, Є.Пітюков, Г.Хохлачов, Г.Андронік, В.Мартинюк, В.Ткаченко, В.Білоус, О.Тиханська, Л.Чекмарева, І.Зорило, В.Шефер, С. Кравченко, В.Кішка, М.Скибенко, М.Адиров, П.Ігумнов, М.Завойчинський, В.Ковпак, Ю.Щербина, А.Кривенко, М.Чороба, В.Єремєєв, І.Параденко, В.Тимофєєв-молодший, М.Нікіруй, Г.Римський, С.Ушанова, отамани куренів.

### Основні напрямки діяльності
Організація, координація та підтримка діяльності козацьких громад в Буджаку, участь у загальнодержавних і громадських заходах, що сприяють реалізації козацької ідеї, утвердженню української державності, зростанню могутності та міжнародного авторитету України як передумов забезпечення духовного і матеріального добробуту, морального і фізичного здоров'я українського народу.

### Партнери
Задністрова Січ (Білгород-Дністровська паланка, Жіноча громада Берегинь, ГО «Червона калина», клуб «Козачка», районове товариство ЧКЗ, культурно-просвітницьке товариство «Мрія», Адамівський Осередок Козацтва, Адамівський курінь Українського козацтва, Адамівська Січ, Долинівська Січ, Салганська Січ, Великомар'янівська Січ, Випасненська Січ, Турлацька Січ, Старокозацька Січ, Молозька Січ, Вигінська Січ, Петрівська Січ, АУНМ «Веселка», АУНМ «Гроно», ПДФГ «Алкалія»).
Подністрова Січ (Буджацьке січове козацьке військо, Білгород-Дністровський міський Кіш, Окружний полк ім. П.Орлика, Окремий курінь ім. С.Білого, курінь Війська Запорозького).
Буджацька Січ (Саратське районне козацьке товариство ЧКВ УК, Татарбунарське районне товариство ЧКЗ УК, Болградське РКТ ЧКЗ УК, Миколаївсько-Новоросійська Січ, Михайлівська Січ, Баштанська Січ).
Придунайська Січ (Кілійський осередок Соборного Козацтва України, Кілійське РКТ УРК, Ізмаїльський районний осередок Придунайсько-Ізмаїльського козацького товариства, Ізмаїльське РКТ УК, Придунайська Січ ЧКВ УК, Ізмаїльський міський курінь «Наливайко», Ізмаїльська паланка МГО Козацтво Запорозьке).

### Результати діяльності
Створюються козацькі організації (перелічені у партнерах).
Створення козацьких художніх колективів (перелічені у партнерах).
Створення козацьких навчальних закладів (перелічені у партнерах).
Реалізація проектів за грантами (останні за часом): Розвиток учнівського самоврядування в сільській місцевості — Козак-лідер (2007); Участь Мологівської громади в процесах прийняття рішення органами місцевого самоврядування (2008); Громадська рада — модель громадсько-державного управління сільської громади (2009); Участь сільських громад Білгород-Дністровського району Одеської області в процесах прийняття рішень органами місцевого самоврядування (2010).
Затверджуються та виконуються регіональні програми: Розвитку Українського козацтва (2002—2005, 2008—2010, 2011—2015, 2016—2020); Патріотичного гарту молоді (2010—2012, 2013—2015); створення та оновлення Координаційної ради з питань розвитку козацтва в регіоні (2000, 2007, 2010, 2015, 2017); створення та оновлення Координаційної ради керівників громадських організацій козацького спрямування (2007, 2012).
Видається Часопис козаків Буджаку, що мав назви: «Козацький вісник» (1991—1998), «Джура» (1998—2001), «Річ про Адамівську Січ» (2001—2003), «Річ про Буджацьку Січ» (2004—2006), «Річ про Січ» (2007), «Козацтво Задністров'я» (2008), «Козак Задністров'я» (2009—2010), «Річ про Буджацьку Січ» (2010-т.ч.) накладом до 500 екз.
Видаються серії книг про козаків Буджаку (Видавництво «БЗС» (Буджацька Задністрова Січ): 20-томник «Архіви козаччини Задністров'я» (2001—2010), 7-томник «Сучасне козацтво Південноукраїнського Задністров'я» (2006—2010), 5-томник «Архіви козаччини Буджаку» (2011—2012), 7-томник «Архіви козаччини Одещини» (2011—2012), 12-томник «Лицарі України» (2012- т.ч.), 3-томник «Час виховувати лицарів» (2010—2017) та ін. (всього більше 30-ти назв). Книги є в обласних, національних і державних бібліотеках України.
З 2011 року працює Козацька бібліотека (онлайн та паперова).